# CLARITY
CLARITY är en nytillkommen hjärn-avbildningsmetod som har utvecklats av forskare vid Deisseroth laboratory vid Stanford University, USA (2013). Utvecklingen av CLARITY leddes av Karl Deisseroth och hans team som bestod av bl.a. Kwanghun Chung och metoden bygger på att man lättare ska kunna studera hjärnvävnaden genom att göra den transparent genom att införa en hydrogel som består av akrylamid. Enligt Deisseroth et al. tillåter CLARITY att studera de neurala strukturerna på molekylnivå  i deras intakta och originala tillstånd istället för att skära hjärnstrukturerna i tunna sektioner för att sedan rekonstruera dem del för del. Deisseroth et al. anser att dagens teknik håller oss tillbaka när det kommer till forskning kring mindre strukturer och regioner i hjärnan då man med de traditionella metoderna får mer ofullständiga bilder, vilket ofta leder till missbedömningar. CLARITY låter oss få studera dessa molekylära strukturer genom att låta dem vara intakta.  
Med hjälp av den så kallade akrylamid–baserade hydrogelen tar man bort fett från den intakta hjärnvävnaden, vilket gör den genomsläpplig för synliga spektrum fotoner och makromolekyler samtidigt som den bibehåller den fina strukturen hos vävnaden. På detta sätt får man rent principiellt en genomskinlig hjärna som sedan kan studeras i tre dimensioner med hjälp av ett mikroskop. Enligt Deisseroth et al. representerar detta en omvandling av biologisk vävnad till en hybridform där diverse specifika komponenter har ersatts med exogena faktorer som förser ny tillgänglighet och funktionalitet. CLARITY har bidragit till att vi kan skapa högupplösta, detaljerade rekonstruktioner av hela intakta hjärnor och att vi med hjälp av standardiserad immunhistokemisk teknik kan identifiera individuella nervceller samt prognoser över större volymer och regioner i hjärnan. För att studera diverse proteiner kan CLARITY kombineras med immunhistokemisk färgning, dess motsvarighet kallas för situ-hybridisering vilket används vid studier av uttryck från enskilda gener.   
Idag används CLARITY mestadels för att studera hjärnans strukturer, gener och proteiner i hela hjärnan, dock har Deisseroth och Kwanhun påpekat att metoden går att använda på andra organ än hjärnan. Forskarteamet vid Stanford University har stora förväntningar om att denna förmåga, denna teknik, att kunna studera samt beskriva neurala nätverk i sin helhet, samt hur sjukdomar påverkar dem, kommer troligtvis att breda ut nya gränser inom den neurovetenskapliga forskningen.   

## Procedur
Varje cell i varje givet prov av hjärnvävnad har fetter (lipider) som omger DNA vesikler och varje cellkärna har även proteiner och DNA inneslutna i sig. CLARITY fungerar genom att för att göra vävnaden transparent måste man tillämpa diverse kemiska behandlingar i syfte till att ta bort alla fetter medan man ser till att resterande molekyler såsom proteiner och nukleinsyror består orörda. Genom att få vävnaden transparent gör man den mottaglig för mer detaljerade mikroskopiska studier av dess neurala nätverk och dess funktionella delar. Men för att lyckas med detta måste man följa en viss process.   
Man börjar med att ingjuta vävnaden med den så kallade hydrogelen som består av akrylamid för att sedan tillsätta formaldehyd som skapar en liknande byggnadsställning som fungerar som ett nät. Detta nät ska i sin tur hålla de existerande proteinstrukturerna på sin plats medan fetterna extraheras (”tas bort”). Denna process kallas för hydrogel–tissue hybridization, vilket syftar till att när temperaturen (som akrylamiden påverkar) i vävnaden ökar så börjar nätverket av molekyler som är fäst till biomolekyler att polemisera sig vilket skapar detta ”nät”. Fettet tas sedan bort över en period på en till två veckor genom "passiv diffusion in detergent", eller så påskyndas det av elektroforetiska metoder där man skickar ut elektriska vågor genom vävnaden. Vid den så kallade elektroforetiska metoden ( eng. Electrophoretictissue cleaning) stöts de laddade MICELLE molekylerna av den joniska rengöringsmedlet (eng. ionic detergent) bort från den negativa elektroden och flödar sedan genom vävnaden för att samla på sig fetterna mot färden till den positiva elektroden. Majoriteten av de molekyler som ej består av fett påverkas inte av denna procedur tack vare hydrogelen och de kemiska egenskaperna hos de inblandade cellerna. I jämförelse med metoderna som vi idag annars har som sköter fettborttagning på synapsnivå förlorar man med CLARITY förvånansvärt endast ca 8% av proteinerna medan dagens äldre och mer använda metoder får med sig ca hela 41% (Geaghan-Breiner, 2013).   
När fettet sedan har extraherats är vävnaden redo för avbildning. Tack vare vävnadens genomtränglighet kan man med hjälp av antikroppar med Fluorescens märka specifika proteiner (vävnader som man finner av intresse) för att sedan med hjälp av ljusmikroskopi (eng. light microscopy) skapa tredimensionella färgglada bilder av den utvalda, intakta vävnaden.   
När man sedan är klar med avbildningen av vävnaden i fråga kan man, med hjälp av ett kemisk rengöringsmedel, ta bort antikropparna för att upprepa processen.  

## Bidrag
CLARITY möjliggör konsekutiva rundor av analys och avbildning av intakta vävnader på molekylnivå utan att forskare behöver dela vävnaden i tunna sektioner där risk för förstörelse av molekylär information är stor. Denna funktion som CLARITY bidrar med är något som många andra metoder i dagens samhälle inte kan erbjuda enligt Deisseroth et al.  
CLARITY kan ge oss ytterst färgglada bilder på olika organ i vår kropp, men har visat sig vara mest lovande när det kommer till studien av hjärnan och dess neurala nätverk. Hittills fungerar denna metod endast på möss, zebrafiskar samt mänsklig vävnad och möjligheterna som finns är oerhört spännande for dagens forskning. Med hjälp CLARITY kan vi få en ökad förståelse för de diverse kopplingarna som finns mellan neurala nätverk och beteenden, vi kan kartlägga kopplingar och nätverk i hjärnan på ett sätt som vi tidigare inte kunnat. CLARITY är även speciellt på det sätt att den tillåter oss studera gammal vävnad från döda eller sjuka klienter för att få en bättre inblick och förståelse för vad det var, eller vad det är, som hände(r) på neural nivå.  
Deisseroth et al. har redan med hjälp av CLARITY funnit nya rön. Man har studerat frontalloberna hos en sjuårig pojke med autism med hjälp av denna metod där man har följt individuella nerv–projektioner till att finna ett steg-liknande mönster i en region av cortex där en del neuroner verkat ha kopplat tillbaka till sig själva samt andra grann-neuroner. Liknande abnormala strukturer har man funnit i andra djur med autism-liknade beteenden. 
Även andra forskare såsom Kathryn Frances Lomas et al. studerar för tillfället med hjälp av CLARITY hjärnans struktur vid Alzheimers sjukdom för att försöka få en bättre insyn i vilken roll Plaques (eng.) spelar vid neural död. 

## Brister/begränsningar
Deisseroth et al. har varit noga med att påpeka att precis som mycket annat så har även  CLARITY en del brister som man arbetar med att försöka lösa. För det första är tiden för att markera proteiner i den intakta vävnaden ett stort problem då det kan ta upp till två månader för att få det fastställt och det faktum att man ännu förlorar 8% av proteinerna vid electrophoresis är ett dilemma. Deisseroth menar att även i jämförelse med majoriteten av de andra metoderna där man estimerar en förlust på ca 41%, är till och med 8% mycket om det är så att man vill upprepa processen på samma vävnad som man tidigare använt då det lär öka förlusten. Sedan är även akrylamiden som används mycket giftig samt cancerframkallande.   